# توکلاراو
توکلاراو (به اسپانیایی: Tocllaraju) یک کوه در پرو است که در منطقه انکاش واقع شده‌است. توکلاراو ۶٬۰۳۴ متر بالاتر از سطح دریا واقع شده‌است.